# Хан, Дженни
Дженни Хан (англ. Jenny Han; род. 1980, Ричмонд, США) — американская писательница. Наиболее известна своими трилогиями «Всем парням, которых я любила» и «Этим летом я стала красивой».

## Биография
Дженни Хан родилась и выросла в Ричмонде, штат Виргиния, США. Она училась в университете Северной Каролины и в 2006 году получила степень магистра изящных искусств в литературе в Новой школе.
Свою первую книгу — детский роман «Шаг» (англ. Shug) — Хан написала ещё учась в колледже. «Шаг» повествует о двенадцатилетней Анне-Марии Уилкокс и её попытках преодолеть опасности младшей школы.
После этого Хан написала подростковую романтическую трилогию «Этим летом я стала красивой» (англ. The Summer I Turned Pretty) о взрослении девушки во время летних каникул. Все три романа быстро попали в список бестселлеров по версии The New York Times.
В 2014 году Хан опубликовала подростковую романтическую книгу «Всем парням, которых я любила» (англ. To All the Boys I've Loved Before), повествующую о Ларе Джин Сонг-Кови, ученицы старшей школы, чья жизнь переворачивается с ног на голову после того, как письма, которые она писала своим бывшим возлюбленным, без её ведома были отправлены адресатам. Вторая книга трилогии «P. S. Я всё ещё люблю тебя» (англ. P.S. I Still Love You) вышла в следующем году и получила Азиатско-тихоокеанскую американскую награду по литературе за подростковый роман 2015-2016. Два года спустя вышла заключающая книга трилогии «С любовью, Лара Джин» (англ. Always and Forever, Lara Jean).
Хан живёт в Бруклине, Нью-Йорк.

### «Всем парням, которых я любила»
- 2014 — «Всем парням, которых я любила» (англ. To All the Boys I've Loved Before)
- 2015 — «P. S. Я всё ещё люблю тебя» (англ. P.S. I Still Love You)
- 2017 — «С любовью, Лара Джин» (англ. Always and Forever, Lara Jean)

### «Этим летом я стала красивой»
- 2014 — «Этим летом я стала красивой» (англ. The Summer I Turned Pretty)
- 2015 — «Лето без тебя — не лето» (англ. It's Not Summer Without You)
- 2017 — «У нас всегда будет лето» (англ. We'll Always Have Summer)

### «Око за око»
- 2014 — «Око за око» (англ. Burn for Burn)
- 2015 — «Огонь с огнём» (англ. Fire with Fire)
- 2017 — «Пепел к пеплу» (англ. Ashes to Ashes)

### Книги для детей
- 2006 — «Шаг» (англ. Shug)
- 2011 — «Клара Ли и мечта о яблочном пироге» (англ. Clara Lee and the Apple Pie Dream)

### Рассказы
- 2014 — «Ты найдешь меня на Полярной звезде» (англ. Polaris Is Where You'll Find Me) в составе сборника «12 историй о настоящей любви» (англ. My True Love Gave to Me: Twelve Holiday Stories)

## Экранизация
- Права на экранизацию романа «Всем парням, которых я любила» были куплены спустя несколько недель после его публикации[11]. Съемки фильма начались в июле 2017 года. В главной роли — Лана Кондор[12]. Фильм вышел на Netflix в августе 2018 года и получил положительные отзывы критиков[13].

- Сериал «Этим летом я стала красивой»